# بازیکن سال فوتبال فرانسه
بازیکن سال فوتبال فرانسه (انگلیسی: French Player of the Year) جایزه‌ای است که سالانه از سال ۱۹۵۹ توسط مجله فرانس فوتبال به بهترین بازیکن فوتبال اهل فرانسه داده می‌شود. در ابتدا این جایزه فقط به بازیکنانی داده می‌شد که در داخل کشور فرانسه بازی می‌کردند اما از سال ۱۹۹۶، این شرط را برداشته شده‌است. تیری آنری با پنج مرتبه دریافت این جایزه رکورددار است.

## برندگان
| سال     | بازیکن                          | باشگاه                          |
| ------- | ------------------------------- | ------------------------------- |
| ۱۹۵۹    | ژول اسبروگلیا                   | آنژه                            |
| ۱۹۶۰    | ریموند کوپا                     | استاد رنس                       |
| ۱۹۶۱    | ماحی خنان                       | رن                              |
| ۱۹۶۲    | آندره لروند                     | استاد فرانسه پاریس              |
| ۱۹۶۳    | یوون دویس                       | موناکو                          |
| ۱۹۶۴    | مارسل آرتلسا                    | موناکو                          |
| ۱۹۶۵    | فیلیپه گوندت                    | نانت                            |
| ۱۹۶۶    | فیلیپه گوندت                    | نانت                            |
| ۱۹۶۷    | برنارد بوسکیر                   | سن-اتین                         |
| ۱۹۶۸    | برنارد بوسکیر                   | سن-اتین                         |
| ۱۹۶۹    | اروه رولی                       | سن-اتین                         |
| ۱۹۷۰    | ژرژ کارنوس                      | سن-اتین                         |
| ۱۹۷۱    | ژرژ کارنوس                      | سن-اتین                         |
| ۱۹۷۲    | ماریوس ترزو                     | آژاکسیو                         |
| ۱۹۷۳    | ژرژ برتا                        | سن-اتین                         |
| ۱۹۷۴    | ژرژ برتا                        | سن-اتین                         |
| ۱۹۷۵    | ژان-مارک گیو                    | آنژه                            |
| ۱۹۷۶    | میشل پلاتینی                    | نانسی                           |
| ۱۹۷۷    | میشل پلاتینی                    | نانسی                           |
| ۱۹۷۸    | ژان پتی                         | موناکو                          |
| ۱۹۷۹    | ماکسیم بوسیس                    | نانت                            |
| ۱۹۸۰    | ژان-فرانسوا لاریوس              | سن-اتین                         |
| ۱۹۸۱    | ماکسیم بوسیس                    | نانت                            |
| ۱۹۸۲    | آلن ژیرس                        | بوردو                           |
| ۱۹۸۳    | آلن ژیرس                        | بوردو                           |
| ۱۹۸۴    | ژان تیگانا                      | بوردو                           |
| ۱۹۸۵    | لوئیس فرناندز                   | پاری سن-ژرمن                    |
| ۱۹۸۶    | مانوئل آماروس                   | موناکو                          |
| ۱۹۸۷    | آلن ژیرس                        | المپیک مارسی                    |
| ۱۹۸۸    | استفان پیل                      | سوشو                            |
| ۱۹۸۹    | ژان-پیر پاپن                    | المپیک مارسی                    |
| ۱۹۹۰    | لوران بلان                      | مون‌پلیه                         |
| ۱۹۹۱    | ژان-پیر پاپن                    | المپیک مارسی                    |
| ۱۹۹۲    | آلن روشه                        | اوسر                            |
| ۱۹۹۲    | آلن روشه                        | پاری سن-ژرمن                    |
| ۱۹۹۳    | دیوید ژینولا                    |                                 |
| ۱۹۹۴    | برنارد لاما                     |                                 |
| ۱۹۹۵    | ونسان گرا                       |                                 |
| ۱۹۹۶    | دیدیه دشان                      | یوونتوس                         |
| ۱۹۹۷    | لیلیان تورام                    | پارما                           |
| ۱۹۹۸    | زین‌الدین زیدان                  | یوونتوس                         |
| ۱۹۹۹    | سیلوین ویلتورد                  | بوردو                           |
| ۲۰۰۰    | تیری آنری                       | آرسنال                          |
| ۲۰۰۱    | پاتریک ویرا                     | آرسنال                          |
| ۲۰۰۲    | زین‌الدین زیدان                  | رئال مادرید                     |
| ۲۰۰۳    | تیری آنری                       | آرسنال                          |
| ۲۰۰۴    | تیری آنری                       | آرسنال                          |
| ۲۰۰۵    | تیری آنری                       | آرسنال                          |
| ۲۰۰۶    | تیری آنری                       | آرسنال                          |
| ۲۰۰۷    | فرانک ریبری                     | المپیک مارسی                    |
| ۲۰۰۸    | فرانک ریبری                     | بایرن مونیخ                     |
| ۲۰۰۹    | یوان گورکوف                     | بوردو                           |
| ۲۰۱۰    | سمیر نصری                       | آرسنال                          |
| ۲۰۱۱    | کریم بنزما                      | رئال مادرید                     |
| ۲۰۱۲    | کریم بنزما                      | رئال مادرید                     |
| ۲۰۱۳    | فرانک ریبری                     | بایرن مونیخ                     |
| ۲۰۱۴    | کریم بنزما                      | رئال مادرید                     |
| ۲۰۱۵    | بلز ماتویدی                     | پاری سن-ژرمن                    |
| ۲۰۱۶    | آنتوان گریزمن                   | اتلتیکو مادرید                  |
| ۲۰۱۷    | انگولو کانته                    | چلسی                            |
| ۲۰۱۸    | کیلین امباپه                    | پاری سن-ژرمن                    |
| ۲۰۱۹    | کیلین امباپه                    | پاری سن-ژرمن                    |
| ۲۰۲۰    | به دلیل شیوع ویروس کرونا لغو شد | به دلیل شیوع ویروس کرونا لغو شد |
| ۲۰۲۱    | کریم بنزما                      | رئال مادرید                     |
| ۲۳–۲۰۲۲ | کیلین امباپه                    | پاری سن-ژرمن                    |